# Caguas
Caguas est une municipalité de l'ile de Porto Rico (code international : PR.CG) qui s'étend sur 152 km2 et regroupe 127 244 habitants en 2020.

## Géographie
La partie sud du territoire de la municipalité est couverte par le massif montagneux de la sierra de Cayey, l'extension sud-orientale de la cordillère Centrale.

## Culture et patrimoine
- Le musée d'art de Caguas
- Le jardin botanique de Caguas

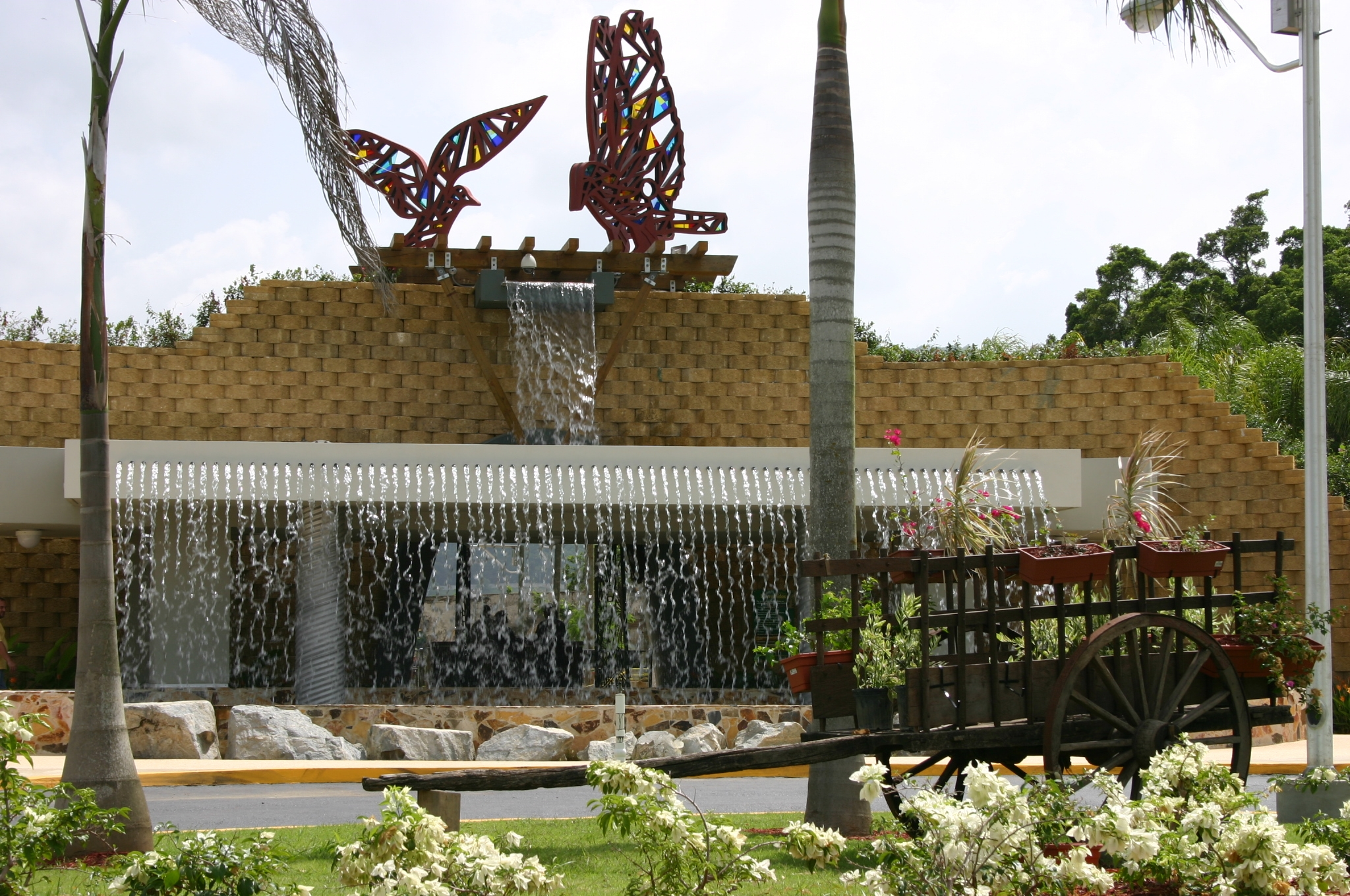
Entrée du jardin botanique de Caguas
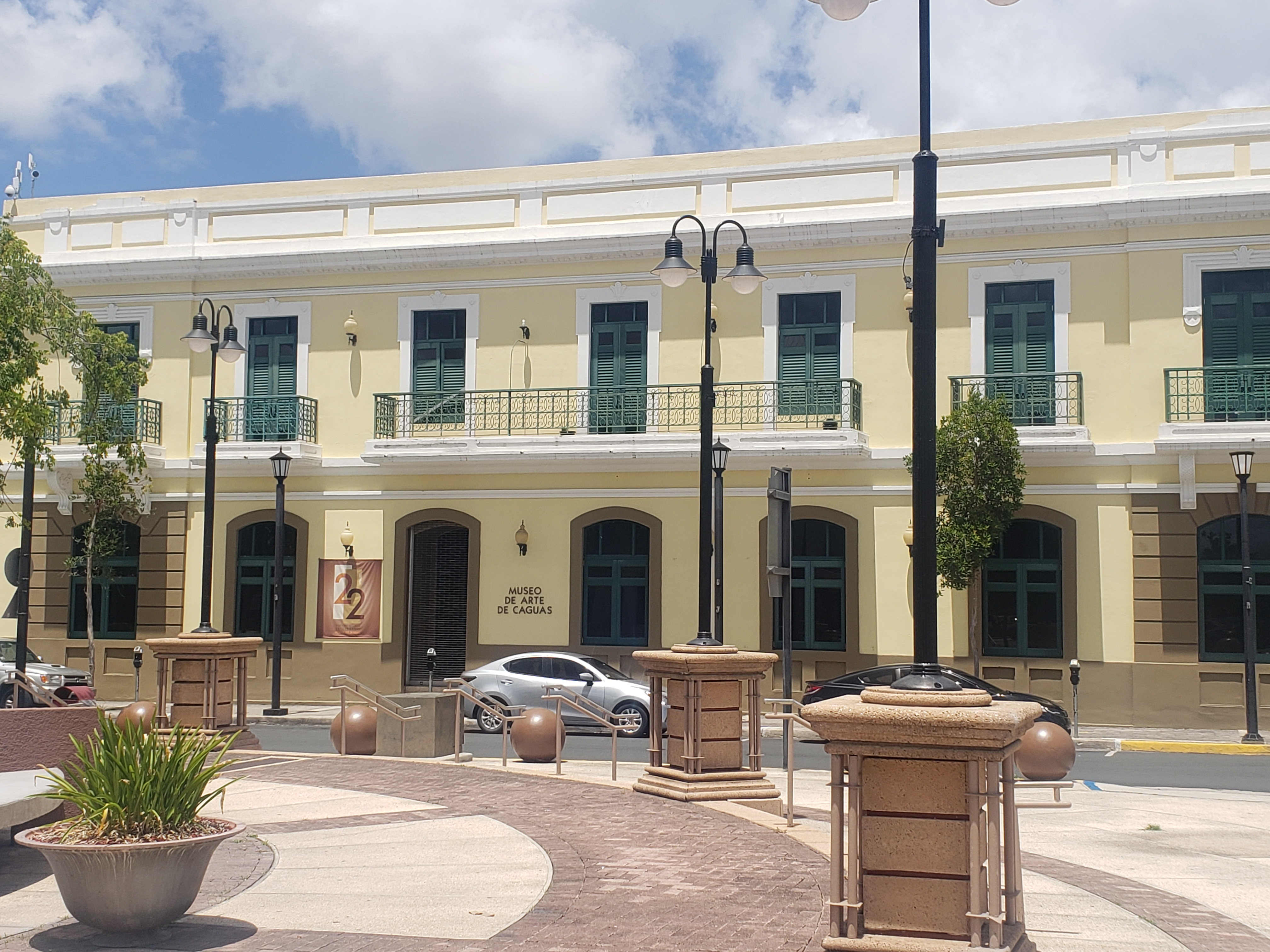
Le musée d'art de Caguas